# Podregion Pohjois-Lappi
Podregion Pohjois-Lappi (fiń. Pohjois-Lapin seutukunta) – podregion w Finlandii, w regionie Laponia.
W skład podregionu wchodzą gminy:
- Inari,
- Sodankylä,
- Utsjoki.